# Field-Map

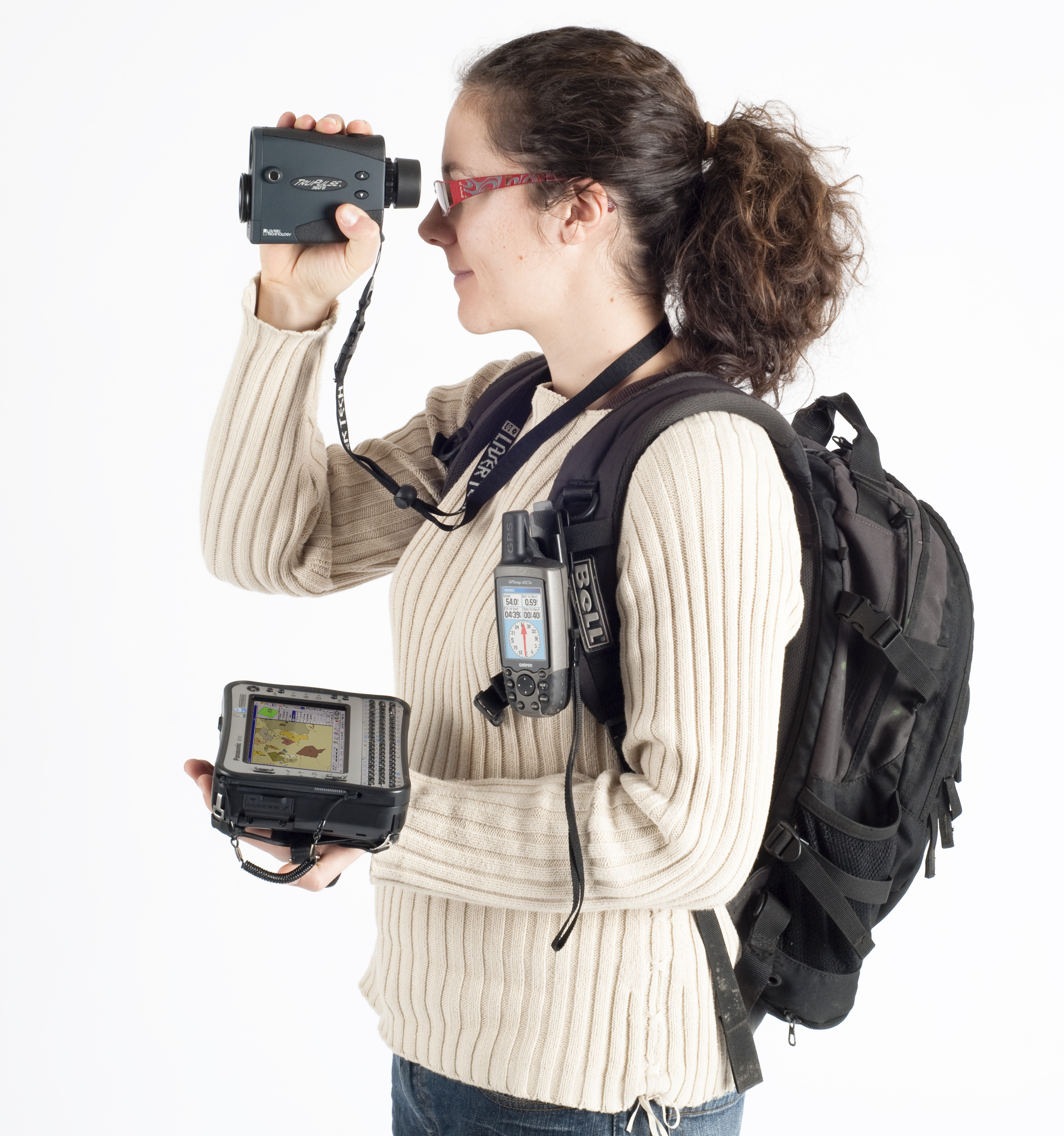
Exemple d'equips per a inventaris forestals (GPS, telèmetre làser i el camp de la informàtica).

El Field-Map és una tecnologia utilitzada per la cartografia, la recollida i tractament de les dades de camp. S'utilitza principalment per a la cartografia dels ecosistemes forestals en temps real i la recollida de dades durant les investigacions de camp. L'aplicació funciona amb la base de dades relacional multinivell i també proporciona una bona comunicació amb dispositius externs perifèrics com ara el GPS, el telèmetre làser i el clinòmetre.

## Aplicacions
Field-Map s'utilitza en la gestió forestal estàndard, sinó també en l'execució d'inventaris forestals, plans de gestions, accions de monitoratge de carboni (receptors de carboni) dels projectes REDD, estudis d'impacte ambiental, la traçabilitat fusta, el disseny dels camins forestals, seguit de les línies elèctriques, etc. Field-Map s'utilitza per exemple en els parcs nacionals i reserves naturals en els inventaris de patrimoni natural, els estudis sobre la biodiversitat i la cartografia dels hàbitats.

### Cartografia

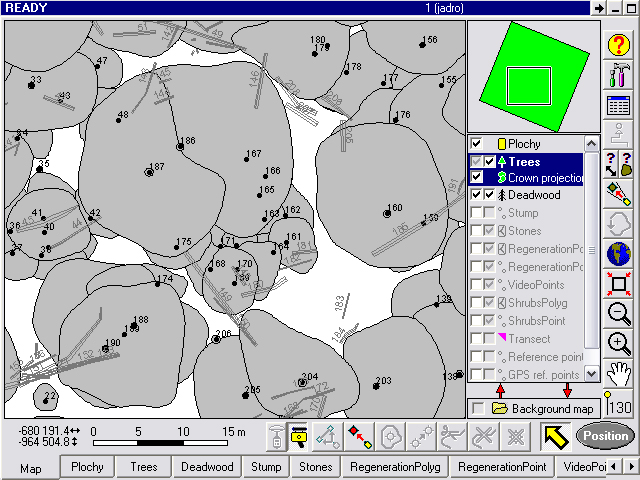
Estructura del bosc mesurat per Field-Map.

Un sistema de punts de referència temporal (detectat pel telèmetre làser o GPS), estableix el camp permet als usuaris moure lliurement sobre la superfície sense perdre la georeferenciació dels punts de mesuraments estudiats. Això permet a l'usuari realitzar la cartografia dels arbres, fusta morta, transects, dosser arbori mesuraments repetitius, verificació de dades, etc. També la cartografia de l'estructura del bosc es pot realitzar (per exemple, parcel·les CTFS).
En les parcel·les de monitoratge de la cartografia, Field-Map aprofita el seu posicionament continu. Això significa que l'operador pot moure's lliurement, per exemple, el cercador de la millor vista per les entitats de la cartografia. L'ús del punt de referència temporal dona l'oportunitat de ser georeferenciats ràpidament, apuntant amb el telèmetre làser al punt de referència. La construcció del mapa en temps real i la visualització del mapa en el sòl augmenta la productivitat i la qualitat dels resultats.

### Mesurament d'arbres
Field-Map permet mesuraments dendromètriques completes (alçada dels arbres, la projecció/perfil/superfície/volum de la capçada, el perfil del tronc, estimació del volum de la fusta en funció de la qualitat, la durada de les branques). Aquestes mesures principals s'utilitzen per estimar el carboni segrestat a les plantes (a través de relacions al·lomètriques).
La superfície i el volum de la corona es calculen automàticament. El volum de l'arbre es pot calcular a partir de mesuraments directes de perfil del tronc. Mitjançant el mesurament d'una sèrie de diàmetres al llarg del tronc, el perfil del tronc es mesura i el volum es calcula automàticament.

#### Els mesuraments de l'alçada dels arbres i de la corona
El mesurament de l'alçada dels arbres es realitza a través del telèmetre làser i del clinòmetre per mesurar la distància horitzontal en l'arbre i la inclinació de la part superior i inferior de l'arbre. Les diverses maneres se seleccionen d'acord amb el tipus d'assentament (visibilitat) i la precisió desitjada. Els arbres de cada parcel·la és georeferenciada. Per mesurar les alçades, es pot gaudir de la georeferenciació en curs, la qual cosa ens permet allunyar a una distància necessària per a una millor visibilitat. La distància entre l'eix i el dispositiu es calcula a partir de la posició coneguda de l'equip. No cal mesurar la inclinació de la base del tronc (el programari calcula automàticament), que sovint és impossible en els boscos amb regeneració. Només els mesuraments d'inclinació cap a la corona (base de la capçada, etc.), es duen a terme. El sistema també permet mesurar diversos arbres des del mateix punt, sense moure's. Per als arbres examinats, és possible registrar l'angle de l'arbre. El programari calcula automàticament tant l'alçada de l'arbre (és a dir, la distància més curta des de la part superior de l'arbre a terra) i la longitud de l'arbre (és a dir, la distància des de la part inferior de la copa de l'arbre).

#### Mesuraments del perfil del tronc

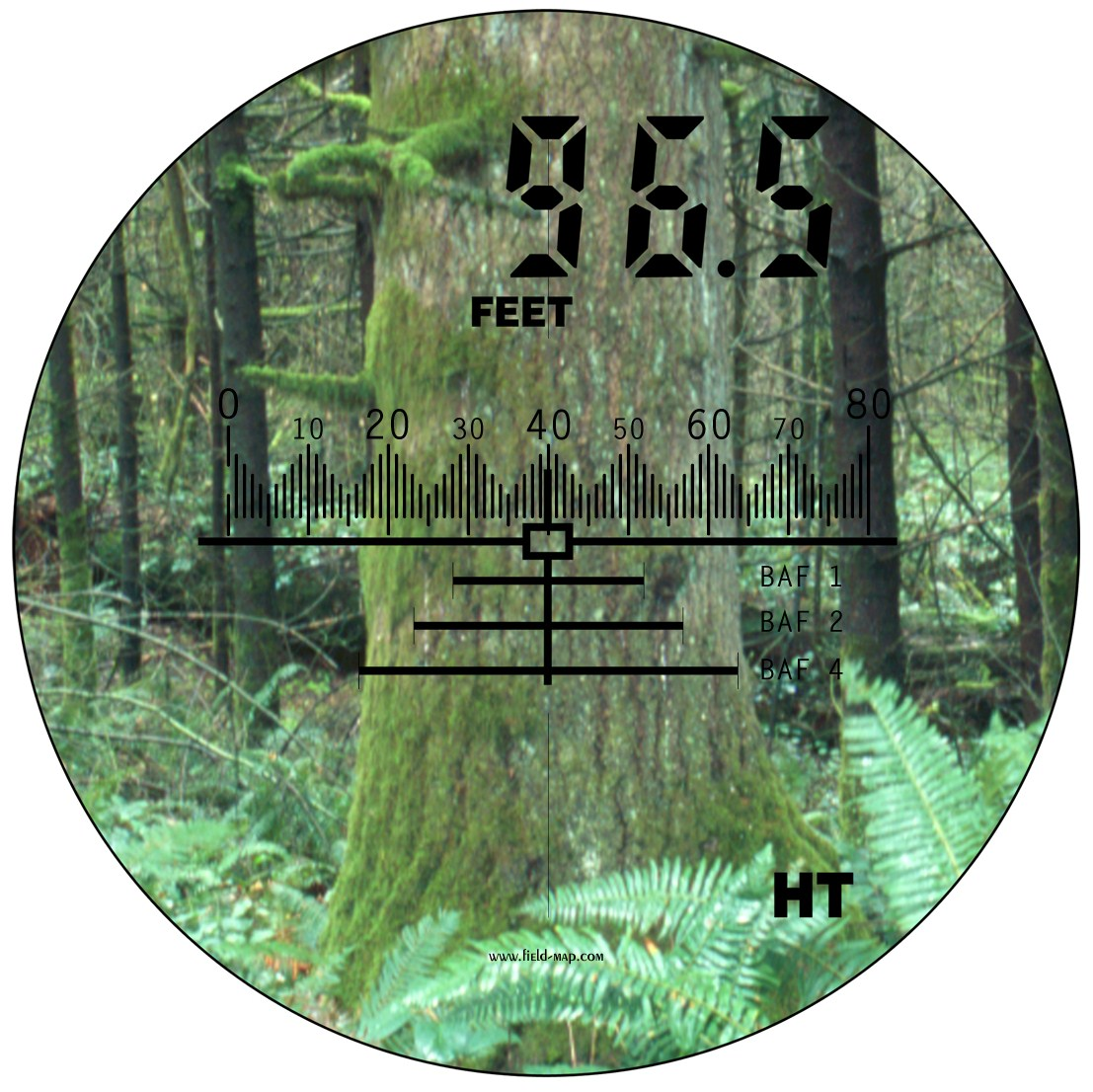
Telèmetre làser permet mesurar el diàmetre de l'arbre a qualsevol alçada i crear perfils de troncs.

El visor òptic permet mesurar els diàmetres a distància. L'ús de l'objectiu òptic amb telèmetre làser, és possible mesurar el diàmetre dels arbres a qualsevol alçada. Així, és possible mesurar els diàmetres i perfils únics de troncs sencers. La precisió del mesurament dels diàmetres depèn del mesurament de la distància i el factor de zoom utilitzat. En general, l'error de mesura és d'entre 1 i 2 cm.

#### Els mesuraments de l'estructura del dosser arbori
Per projectes on una descripció més detallada de l'estructura del dosser arbori és necessària, el programari proporcionat ajuda en la cartografia de projeccions horitzontals de la corona i perfils verticals de la corona. La superfície i la projecció de corones i de volum es calculen.

### Inventaris
Field-Map s'utilitza per definir la forma i la mida de les parcel·les (poligonal, circular i rectangular, de mida fixa o variable), cercles concèntrics, parcel·les segmentades, parcel·les d'interpretació i de models. Durant els inventaris, la cartografia dels arbres, i els mesuraments dendromètriques (alçada dels arbres total, alçada del tronc, de corona, diàmetre, etc.) es duen a terme. La posició dels arbres en un recinte de control s'assignen mitjançant làser telèmetre + clinòmetre + brúixola i reflector que es col·loca a la superfície del tronc de l'arbre. Field-Map comprova automàticament si l'arbre està dins o fora de la trama; no cal marcar els límits de la parcel·la al sòl. Llavors, el programari calcula el nombre i l'àrea basal per espècie, el volum de fusta per parcel·la i per hectàrea, la distribució de les altures per diàmetre, etc. L'ús de la tecnologia Field-Map per a inventaris forestals estadístics optimitza el cost de l'inventari i l'exactitud de les dades recollides i els resultats. Encara que un nombre relativament petit de parcel·les d'inventari es mesura, l'avaluació de les dades utilitzades per obtenir els resultats desitjats de precisió i optimitzar els costos de la campanya d'inventari. El tractament estadístic de les dades utilitzant Field-Map és particularment eficaç, que redueix el temps de l'anàlisi i escriptura. La georeferenciació exacta permet realitzar mesures repetitives i el seguiment dels boscos a llarg termini.

### Inventaris forestals nacionals

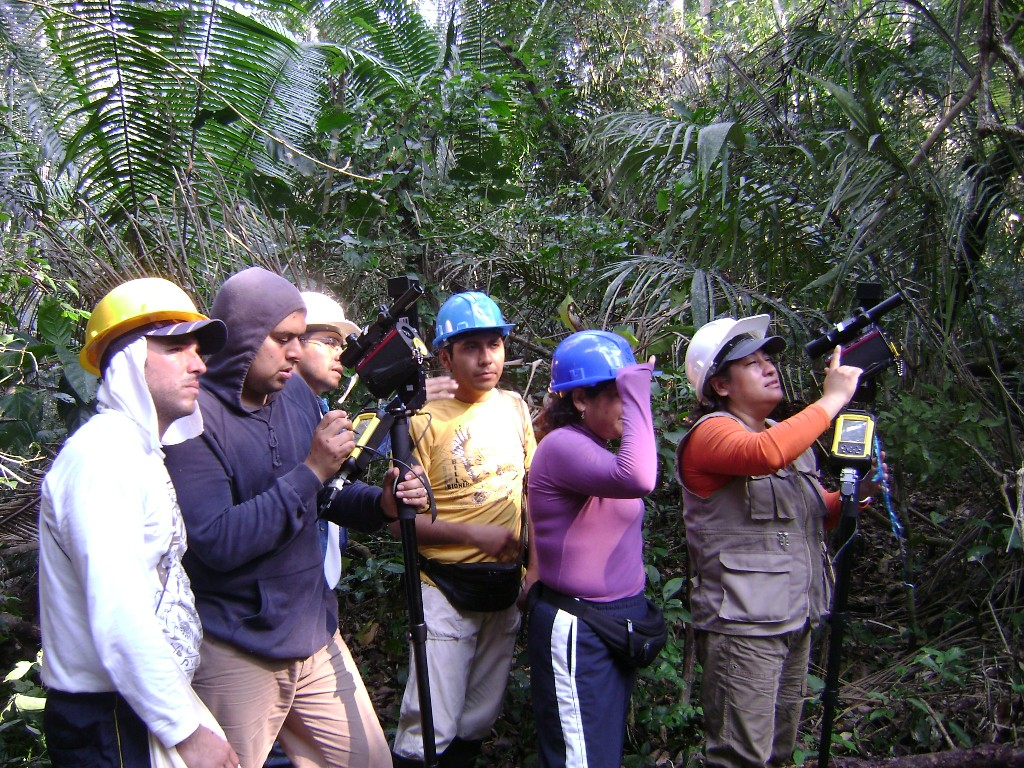
Treballadors durant l'inventari forestal nacional del Perú

Inicialment, el sistema Field-Map ha estat desenvolupat amb l'objectiu d'aconseguir els inventaris forestals nacionals. Actualment (2010) és l'únic maquinari i programari que s'han utilitzat en diferents inventaris forestals nacionals. El programari dField-Map ha estat desenvolupat de forma contínua, i és prou flexible com per manejar les diferents necessitats dels nacionals dels mètodes d'inventari forestal. Tal solució és el desenvolupament significativament més eficient i econòmic i el manteniment d'una solució adaptada a cada país. El 2010, el sistema Field-Map s'utilitza per a l'inventari forestal nacional a Islàndia, Irlanda, Cap Verd, República Txeca, Bèlgica (Valònia), Eslovàquia, Hongria, Perú i Rússia. El projecte més important és l'inventari nacional forestal de Rússia amb prop de 300 equips de camp (el 2010).

### Monitoratge del carboni
Els programes REDD ha de garantir la valoració precisa de la biomassa. La tecnologia Field-Map s'ha utilitzat en una sèrie de projectes per estimar els volums de les reserves de carboni i de seguiment de canvis (monitoratge, informe i verificació de la cobertura forestal). La capacitat del sistema Field-Map per integrar informació de diferents sensors teledetecció amb els mesuraments in situ assegura la màxima productivitat dels projectes d'inventari centrats en accions de creixement, biomassa i l'estimació de les reserves de carboni.
El monitoratge es realitza amb més freqüència en les parcel·les permanents.

### Reserves forestals i naturals
El monitoratge dels ecosistemes forestals és important per a la gestió d'àrees protegides.
Field-Map es troba amb el seguiment a llarg termini dels ecosistemes, el que permet la creació de parcel·les permanents i de transectes, measurenments processament de dades repetitius i visualització 2D/3D. Field-Map es troba amb el seguiment a llarg termini dels ecosistemes, el que permet la creació de parcel·les permanents i transsectes, les mesures repetitives, el processament de dades i la visualització 2D/3D. Field-Map s'utilitza per al seguiment dels boscos i reserves naturals a Bèlgica, a Alemanya, Ucraïna, Perú i en altres diversos països temperats i tropicals.

### Planificació forestal
Field-Map s'utilitza també per a l'elaboració de plans de gestió forestal, tots els càlculs es realitzen directament a terra, el que redueix al mínim la creació d'errors. A més, el treball d'oficina està així limitat.

### Control i certificació de la fusta
Field-Map també és adequat per als sistemes de rastreig de fusta. Els arbres s'assignen mitjançant Field-Map amb tots els atributs necessaris. Aquesta informació s'introdueix en una base de dades de seguiment de la fusta. Després de la gravació, és possible determinar la posició exacta dels registres de forma contínua (des del bosc fins al client final). Per tant, Field-Map facilita la determinació de la ubicació d'origen de la fusta.

## Mòduls

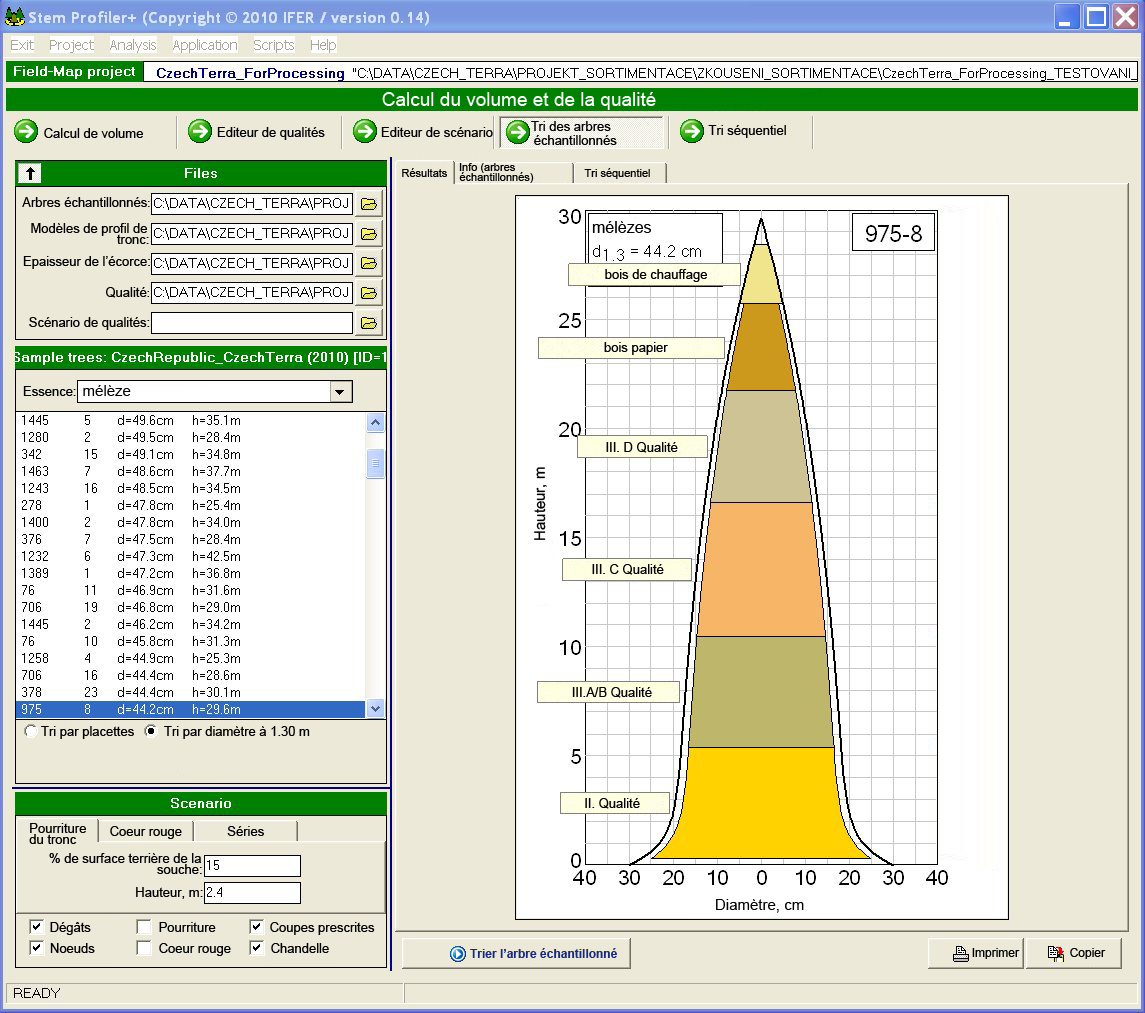
Field-Map Stem Analyst

- Inventory Analyst és un mòdul del Field-Map, que permet l'anàlisi estadística de les dades forestals, com ara el càlcul de l'alçada dels arbres que falten, el càlcul del volum d'arbres, classificació, re-classificació, agregació i altres paràmetres.
- Stem Analyst s'utilitza per estimar el volum de fusta en funció de la qualitat dels arbres en peu, llocs i fins i tot boscos. Stem Analyst li permet definir els paràmetres per al càlcul del perfil del tronc i les qualitats dels arbres usant una simple mostra d'alguns arbres.[5]
- Forest 3D - visualització de les estructures forestals en 3D.

## Aparells de mesura

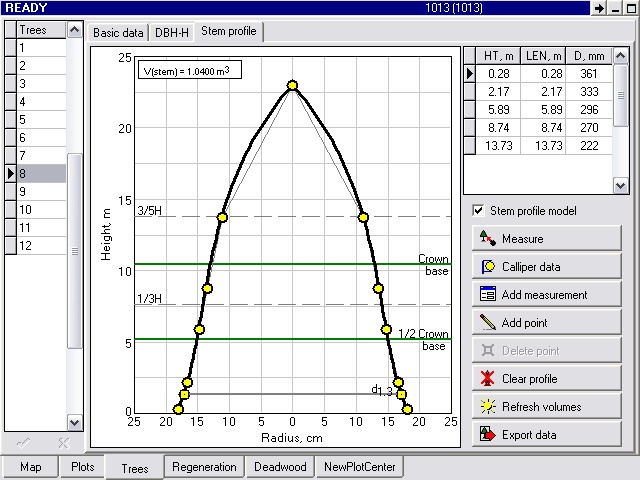
Perfil d'un tronc

Field-Map es basa en l'ús d'aparells de mesura electrònics o tradicionals, com ara el telèmetre làser, la brúixola electrònica, el GPS o la compàs forestal. Representa una combinació lògica dels dispositius de mesura amb l'emmagatzematge de dades en un ordinador de camp que permet a l'usuari obtenir un màxim d'informacions.
- Cartografia

L'equip principal és una combinació de làser rangefinder + inclinòmetre electrònic + brúixola cartografia electrònica i mesures al bosc. Així Field-Map es pot utilitzar per al mesurament de distàncies i angles vertical i horitzontal per mapatge estructura del bosc tridimensional.
L'equip principal és una combinació de telèmetre làser + clinòmetre electrònic + brúixola electrònica, per a la cartografia i mesures al bosc. Així que Field-Map es pot utilitzar per a mesures de distàncies i angles vertical i horitzontal per una cartografia de l'estructura del bosc tridimensional.
- Mesurament del diàmetre major

El visor òptic permet mesurar els diàmetres a distància i la construcció de perfils de troncs.

## Galeria

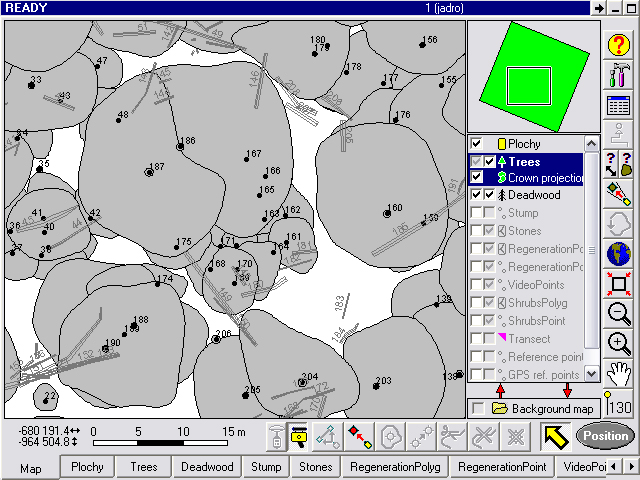
Estructura del bosc mesurat per Field-Map.
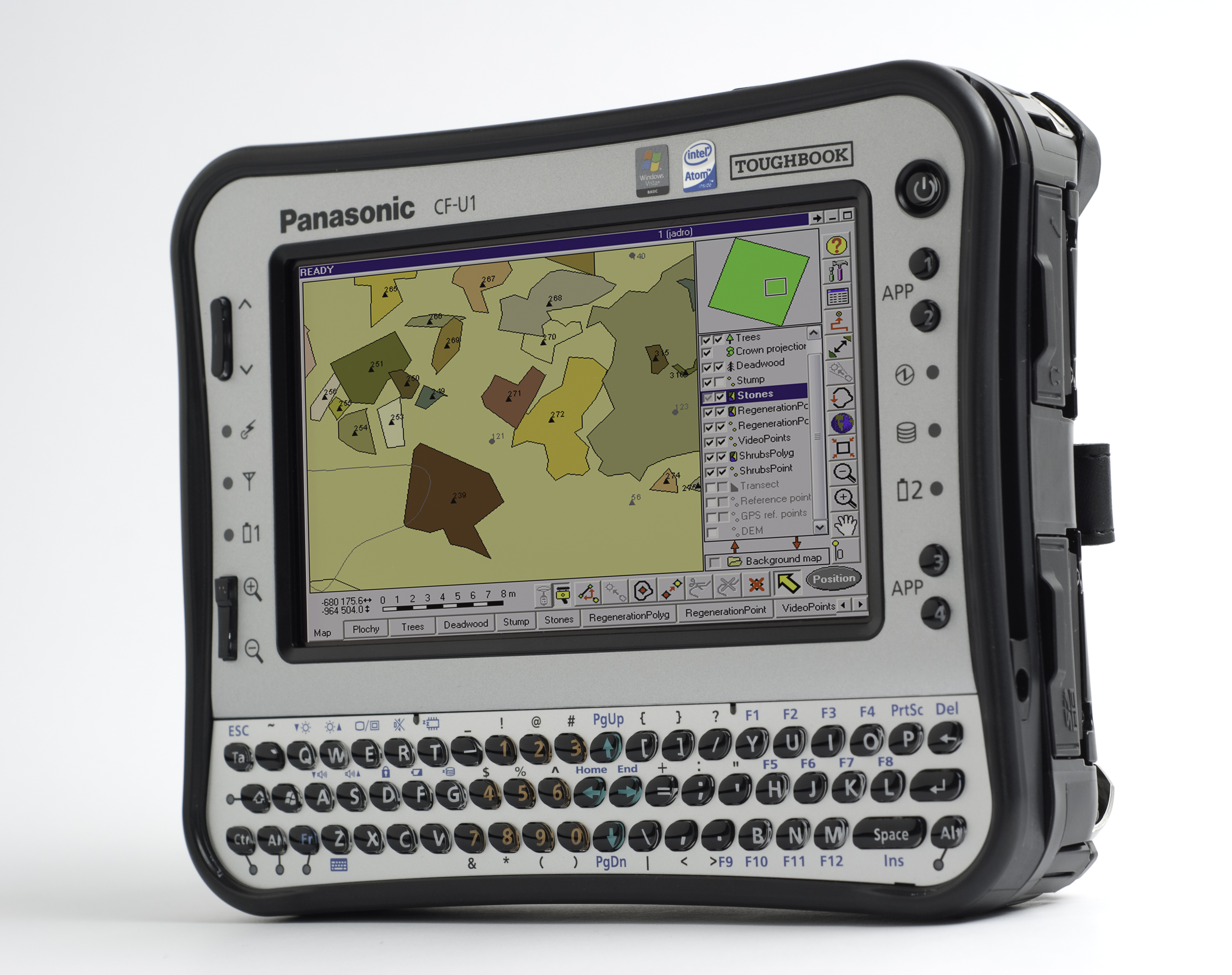
L'ordinador de camp Panasonic CF-U1.
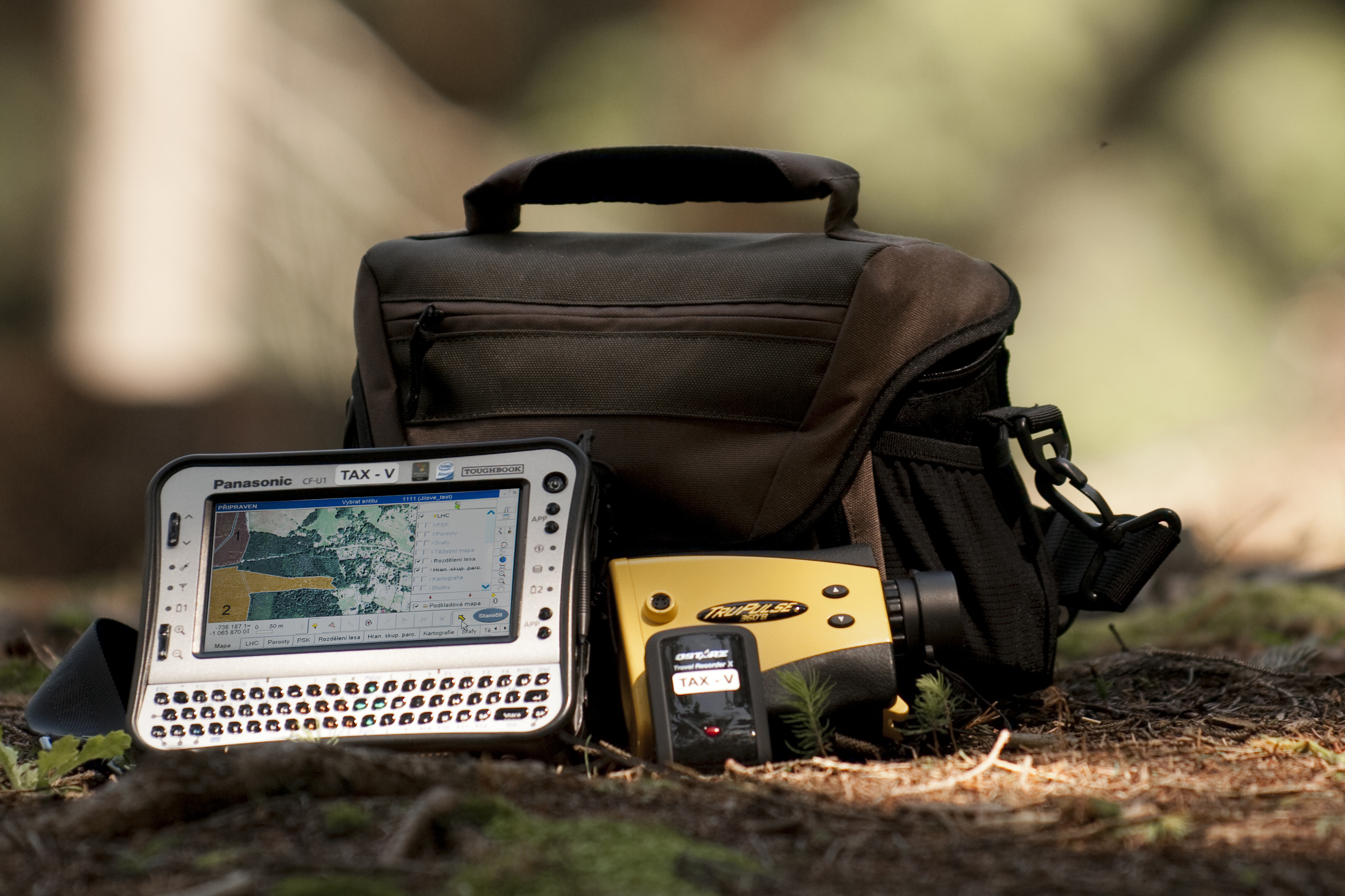
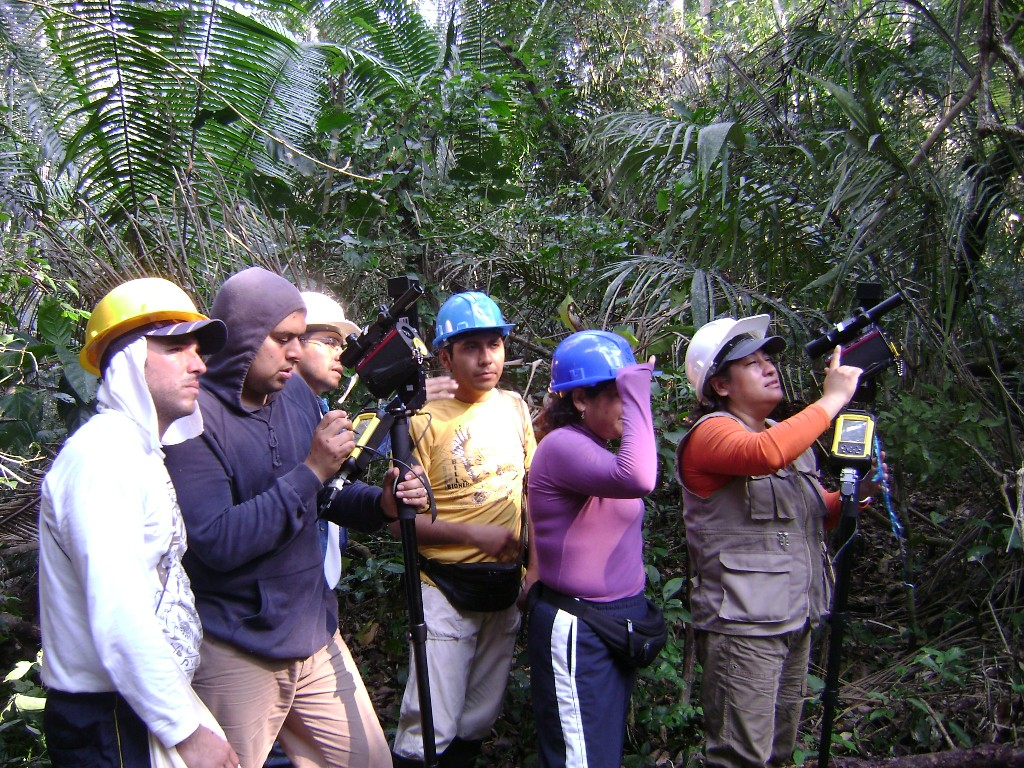
Treballador per a l'inventari forestal nacional del Perú.
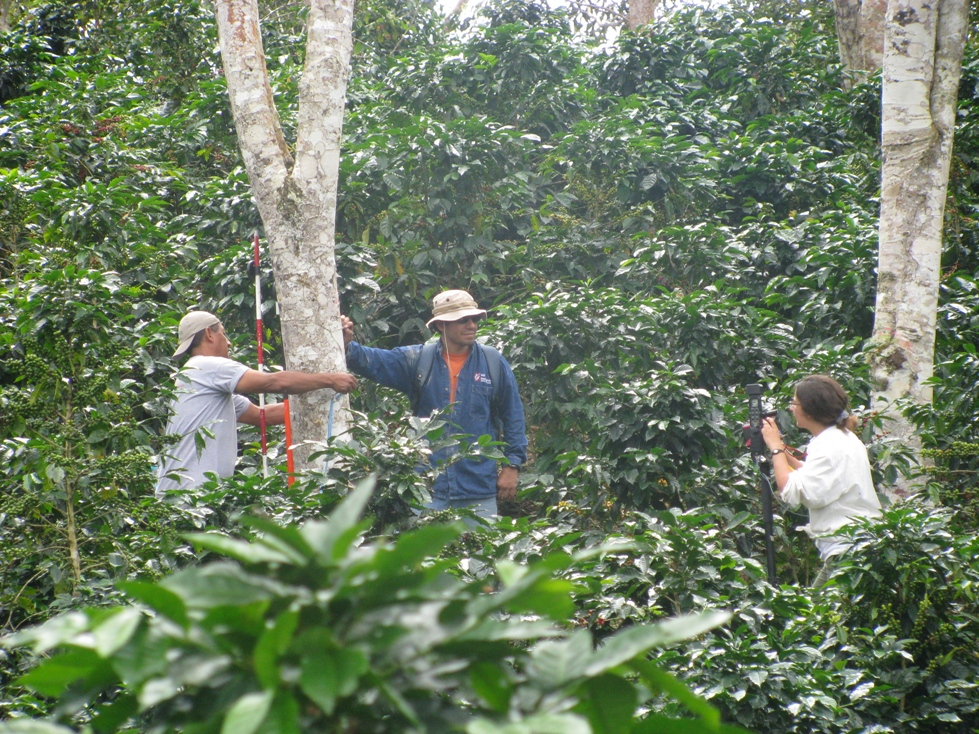
Vigilància del carboni en una plantació de cafè al Perú.
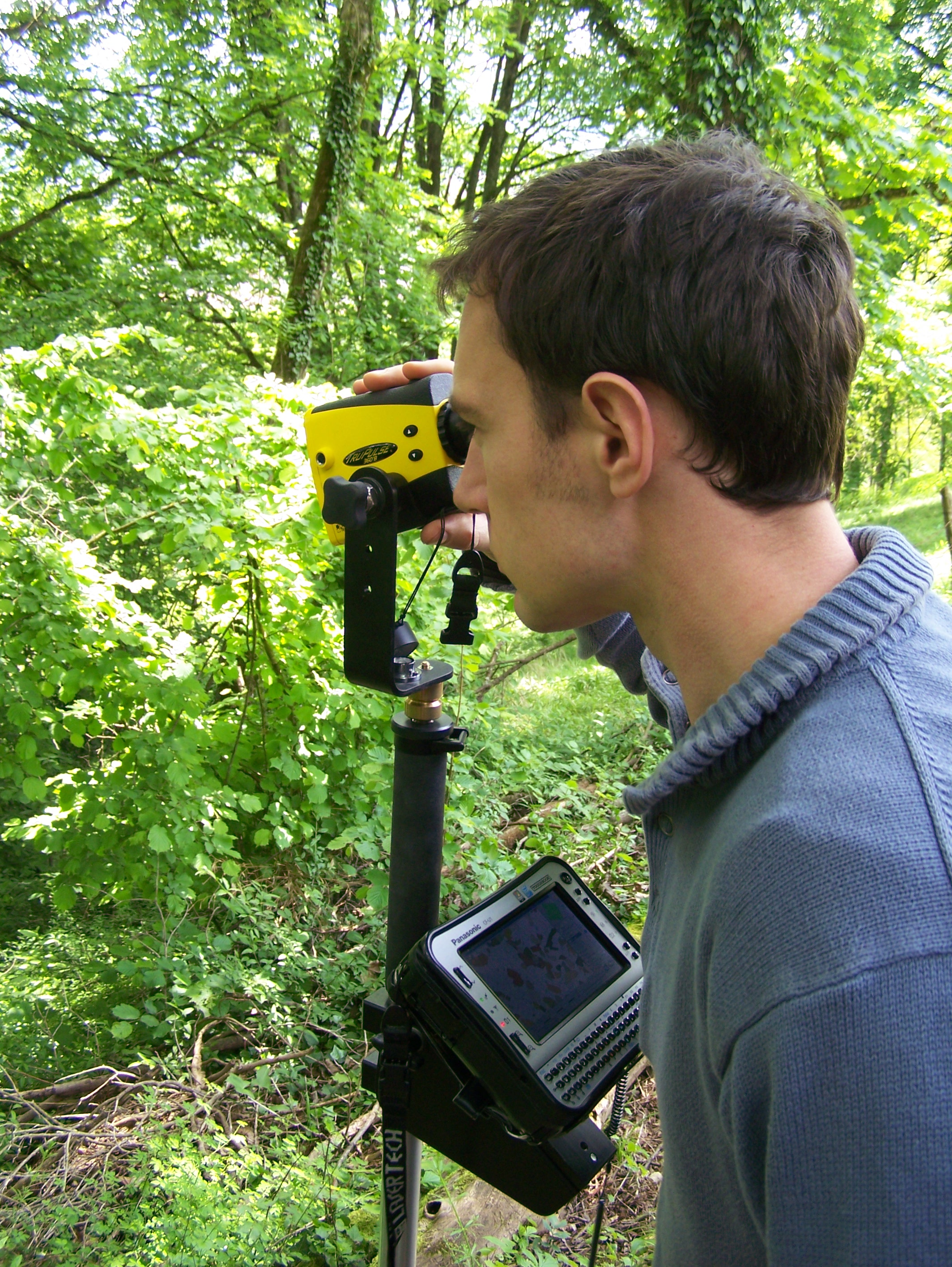
La imatge d'aquest telèmetre làser TruPulse 360 B i l'ordinador de camp Panasonic CF-U1.